# Alyaksey Suchkow
Alyaksey Suchkow (tiếng Belarus: Аляксей Сучкоў; tiếng Nga: Алексей Сучков; sinh 10 tháng 6 năm 1981) là một tiền vệ bóng đá Belarus thi đấu cho Naftan Novopolotsk.